# Эбботт, Курт
Курт Томас Эбботт (англ. Kurt Thomas Abbott, 2 июня 1969, Зейнсвилл, Огайо) — американский бейсболист, выступавший на позициях игрока второй базы и шортстопа. Играл в МЛБ с 1993 по 2001 год. Победитель Мировой серии 1997 года в составе «Флориды Марлинс».

## Биография
Курт Томас Эбботт родился в Зейнсвилле в штате Огайо в 1969 году. Вырос во Флориде, окончил старшую школу Дикси Холлинса в Сент-Питерсберге. После школы Курт поступил в начальный колледж Сент-Питерсберга. В 1989 году в пятнадцатом раунде драфта МЛБ он был выбран клубом «Окленд Атлетикс». 
В 1989 году Эбботт начал выступления в фарм-клубах системы «Атлетикс». Первую игру в МЛБ он провёл 7 сентября 1993 года против «Торонто Блю Джейс». Курт принял участие в двадцати играх, а после завершения сезона, 20 декабря, был обменян в «Марлинс» на аутфилдера Кервина Мура. 
За «Флориду» играл с 1994 по 1997 год, проведя 424 игры в лиге. В 1997 году он вместе с командой стал победителем Мировой серии. Эбботт принял участие в трёх матчах финала против «Кливленд Индианс», не отметившись результативными действиями. В декабре «Марлинс» обменяли его обратно в «Окленд». 
Проведя в составе «Атлетикс» первую часть сезона 1998 года, Эбботт перешёл в «Колорадо Рокиз». За клуб из Денвера Курт сыграл 138 матчей и в ноябре 1999 года получил статус свободного агента. В этом качестве в январе он подписал контракт на сезон 2000 года с «Нью-Йорк Метс». За команду он провёл 79 игр в регулярном чемпионате и вместе с ней вышел в плей-офф. «Метс» обыграли «Сан-Франциско Джайентс» и «Сент-Луис Кардиналс», но в Мировой серии уступили в пяти играх соседям из «Янкис». Эбботт сыграл во всех пяти матчах финала, выбив два хита. 
8 января 2001 года подписал годичный контракт с «Атлантой», но сыграл за клуб всего в шести матчах. Ещё шесть игр он провёл в фарм-клубах «Ричмонд Брэйвз» и «Гринвилл Брэйвз». Последний раз в игре МЛБ Эбботт вышел на поле 13 апреля 2001 года. В ноябре он покинул клуб в качестве свободного агента. В 2002 и 2003 годах Курт играл в AAA-лиге за «Коламбус Клипперс» и «Мемфис Редбердс», после чего завершил карьеру из-за травмы ахилла.
В 2004 году он был принят на службу в департамент полиции в Стюарте. Двумя годами позже Эбботт перешёл на службу в департамент шерифа округа Мартин.